# Edifici Seida
L'edifici Seida és un edifici d'habitatges situat a l'avinguda de Sarrià, 130-152, al barri de les Tres Torres de Barcelona. Està catalogat com a bé amb elements d'interès (categoria C).

## Història
L'empresa automobilística Seida, companyia lligada a SEAT, va encarregar a principis dels anys 1960 a l'arquitecte Francesc Mitjans i Miró, la construcció d'una sèrie d'edificis on acollir per aquesta empresa, els tallers de reparació, el magatzem de vehicles, una benzinera i un edifici d'habitatges, en un solar de grans dimensions entre l'avinguda de Sarrià, la Ronda del General Mitre i el carrer de Ricardo Villa. El magatzem i taller, ara desapareguts, eren obra de l'arquitecte Josep Soteras i Mauri.

## Descripció
L'edifici d'habitatges, d'estil racionalista, està alineat amb l'avinguda de Sarrià, amb uns 130 metres de llargada, amb 6 caixes d'escala, de 7 plantes i àtic. Mitjans trenca la linealitat amb un conjunt de terrasses en voladís i amb un espai porticat a la planta baixa, que s'adapta al desnivell del carrer, variant la seva alçada, mentre que el primer forjat manté la horitzontal, evitant esglaonar l'edifici. Les terrasses estan alternades, conjugant les gelosies ceràmiques i les pèrgoles col·locades al portell a doble alçària.  La façana posterior (que donava sobre el magatzem-taller de cotxes) s'organitza mitjançant cossos verticals individualitzats i amb una disposició denticular amb tancaments laterals massissos d'obra vista i estructura de formigó.